# Kanton Halle
Kanton Halle is een kanton in de Belgische provincie Vlaams-Brabant en het arrondissement Halle-Vilvoorde. Het is de bestuurslaag boven die van de desbetreffende gemeenten, tevens is het een gerechtelijk niveau waarbinnen een vredegerecht georganiseerd wordt dat bevoegd is voor de deelnemende gemeenten. Beide types kanton beslaan niet noodzakelijk hetzelfde territorium.

## Gerechtelijk kanton Halle
Halle is een gerechtelijk kanton met zetel in Halle dat een vredegerecht inricht en gelegen is in het gerechtelijk arrondissement Brussel.
Dit gerechtelijk kanton is bevoegd voor de gemeenten Halle, Beersel, Pepingen en Sint-Pieters-Leeuw.
De vrederechter is bevoegd bij gezinsconflicten, onderhoudsgeschillen, voogdij, voorlopige bewindvoering, mede-eigendommen, appartementseigendom, burenhinder ...

## Kieskanton Halle
Het kieskanton Halle ligt in het provinciedistrict Halle, het kiesarrondissement Halle-Vilvoorde en de kieskring Vlaams-Brabant. Het omvat de gemeenten Beersel (Alsemberg, Beersel, Dworp, Huizingen, Lot), Halle (Buizingen, Halle, Lembeek), Pepingen (Beert, Bellingen, Bogaarden, Elingen, Heikruis, Pepingen) en Sint-Pieters-Leeuw (Oudenaken, Ruisbroek, Sint-Laureins-Berchem, Sint-Pieters-Leeuw, Vlezenbeek) en bestaat uit 69 stembureaus.
Verschillende deelgemeenten van eenzelfde gemeente behoorden tot 1 januari 1995 (oprichting van de provincie Vlaams-Brabant) tot verschillende kieskantons waarvan een aantal in een kanton dat ook deels in het arrondissement Brussel-Hoofdstad gelegen was. Het gaat om: 
- Alsemberg, Beersel, Ruisbroek (kanton Ukkel)

### Structuur
| Halle            | Halle            | Supranationaal         | Nationaal                         | Nationaal                | Gemeenschap              | Gewest                   | Provincie                | Arrondissement  | Provinciedistrict | Kanton          | Gemeente                                       | District         |
| ---------------- | ---------------- | ---------------------- | --------------------------------- | ------------------------ | ------------------------ | ------------------------ | ------------------------ | --------------- | ----------------- | --------------- | ---------------------------------------------- | ---------------- |
| Administratief   | Niveau           | Europese Unie          | België                            | België                   | Vlaanderen               | Vlaanderen               | Vlaams-Brabant           | Halle-Vilvoorde | Halle-Vilvoorde   | Halle-Vilvoorde | Beersel, Halle, Pepingen en Sint-Pieters-Leeuw | -                |
| Administratief   | Bestuur          | Europese Commissie     | Belgische regering                | Belgische regering       | Vlaamse regering         | Vlaamse regering         | Deputatie                | Deputatie       | Deputatie         | Deputatie       | Gemeentebestuur                                | Districtscollege |
| Administratief   | Raad             | Europees Parlement     | Kamer van volksvertegenwoordigers | Vlaams Parlement         | Vlaams Parlement         | Vlaams Parlement         | Provincieraad            | Provincieraad   | Provincieraad     | Provincieraad   | Gemeenteraad                                   | Districtsraad    |
| Kiesomschrijving | Kiesomschrijving | Nederlands Kiescollege | Kieskring Vlaams-Brabant          | Kieskring Vlaams-Brabant | Kieskring Vlaams-Brabant | Kieskring Vlaams-Brabant | Kieskring Vlaams-Brabant | Halle-Vilvoorde | Halle             | Halle           | Beersel, Halle, Pepingen en Sint-Pieters-Leeuw | -                |
| Verkiezing       | Verkiezing       | Europese               | Federale                          | Federale                 | Vlaamse                  | Vlaamse                  | Provincieraads-          | Provincieraads- | Provincieraads-   | Provincieraads- | Gemeenteraads-                                 | Districtsraads-  |